# Cena Karla Čapka (cena PEN klubu)
Cenu Karla Čapka založilo v roce 1994 České centrum Mezinárodního PEN klubu a Společnost přátel PEN klubu. Cena určená pro autory, „kteří nějak výrazně a srozumitelně přispěli k tomu, aby se ve společnosti prosadily demokratické a humanistické hodnoty nebo aby byly ubráněny“, se uděluje vždy v sudém roce.
V roce 1996 organizátoři založili ještě Cenu PEN klubu za celoživotní dílo s „přihlédnutím k zásluhám o českou literaturu v poúnorové době“. Cena Karla Čapka je bronzová plastika rozevřené knihy, uvnitř s oboustranným reliéfem portrétu Karla Čapka, dílo akademického sochaře Vladimíra Preclíka. Cena je spojena s finanční částkou ve výši, která se mění, dříve 150 000 korun, v roce 2010 100 000 korun.

## Laureáti cen PEN klubu

### Cena Karla Čapka
- 1994 Günter Grass, Philip Roth
- 1996 Arnošt Lustig
- 1998 Jiří Kratochvil (za romány Siamský příběh a Nesmrtelný příběh)
- 2000 Josef Topol
- 2002 Ludvík Vaculík
- 2004 Ladislav Smoček
- 2006 Jiří Stránský
- 2008 Václav Havel
- 2010 Ivan Klíma
- 2012 Pavel Šrut
- 2014 Jan Šulc
- 2016 Petr Šabach
- 2018 Erika Abramsová
- 2020 Václav Jamek
- 2022 Jaroslav Rudiš
- 2024 Sylva Fischerová
- 2025 Tomáš Halík

### Cena PEN klubu za celoživotní dílo
- 1996 Adolf Branald
- 1998 Jan Vladislav
- 2000 Jiří Krupička

Od roku 2009 se uděluje každý lichý rok jako Cena PEN klubu – Vlastní cestou
- 2009 Bohumila Grögerová
- 2011 Jana Štroblová
- 2013 Jaroslav Putík
- 2015 Petr Šabach